# Softwareprobleem jaar 2038

Het softwareprobleem van het jaar 2038 is een probleem dat machines en computers kunnen hebben op 19 januari 2038.
Unix-achtige besturingssystemen houden de tijd bij als het aantal seconden dat is verstreken sinds 1 januari 1970 00:00:00 (UTC). Dit getal werd oorspronkelijk bijgehouden in een (signed) integer van 32 bits. Deze integer kan waardes bevatten tussen −2147483648 en 2147483647. Op 19 januari 2038 om 03:14:07 UTC zal de integer de maximale waarde bereiken. Hierna zal de integer overgaan naar de minimale waarde. Doordat dit een negatieve waarde is zal de datum worden aangegeven als 13 december 1901.
Om het probleem te voorkomen hebben de meeste makers van besturingssystemen software-updates uitgevaardigd.